# Månsjön (Västerlövsta socken, Uppland)
Månsjön är en sjö i Heby kommun i Uppland och ingår i Norrströms huvudavrinningsområde.